# Kraljevina Mađarska
Kraljevina Mađarska (mađ. Magyar Királyság), poznata i pod nazivom Regenstvo, postojala je između 1920. i 1946. kao de iure kraljevina pod vodstvom regenta Miklósa Horthyja. Horthy je službeno predstavljao ugarsku monarhiju Karla IV., apostolskog ugarskog kralja. Pokušaji Karla IV. Habsburga da preuzme prijestolje spriječeni su prijetnjama susjednih zemalja, koje su strahovale od obnove Austro-Ugarske, a nije imao ni potrebnu potporu regenta Horthyja. Kraljevina Mađarska pod Horthyjem bila je pripadnica Sila Osovine do 1944., kad su je okupirali Nijemci te je Horthy odstupio. Vođa stranke Strelastih križeva, Ferenc Szálasi, uspostavio je novu mađarsku vladu koju su podupirali nacisti, pretvarajući Mađarsku u njemačku marionetsku državu. Mađarsku su potom oslobodili Sovjeti, a 1946. uspostavljena je komunistička republika pod sovjetskim nadzorom.

## Povijest

### Pozadina
Nakon raspada Austro-Ugarske 1918., Demokratska Republika Mađarska, a potom i Sovjetska Republika Mađarska kratkog vijeka bile su proglašene do 1919. Kratkotrajna komunistička vlada Béle Kuna pokrenula je tzv. Crveni teror, uvlačeći Mađarsku u rat s Rumunjskom, u kojem su sudjelovale i snage Kraljevine SHS. 1920. zemlja je utonula u građanski rat: monarhisti i antikomunisti nasilno su čistili zemlju od komunista, lijevih intelektualaca te svih nepodobnih, pogotovo Židova. To je razdoblje bilo poznato kao Bijeli teror. 1920., nakon povlačenja posljednjih rumunjskih snaga, uspostavljen je mir.

### Uspostava Monarhije
U siječnju 1920. održani su prvi izbori s općim pravom glasa za muškarce i žene u političkoj povijesti Mađarske. Samo glasovanje nije imalo puni demokratski legitimitet, jer je dio lijevih stranaka i pokreta bio zabranjen, a dio je bojkotirao izbore. U jednodomnom parlamentu desnica je imala ogromnu većinu. 1. ožujka 1920. sastavljena je koalicija desnih stranaka te je Mađarska ponovno postala ustavna monarhija. U ožujku je parlament i službeno poništio Austro-ugarsku nagodbu iz 1867., a u Mađarskoj je obnovljena monarhija. Međutim, bilo je očigledno da Antanta neće dopustiti povratak habsburgovca Karla IV. za kralja. Kako su građanski nemiri i potresi u društvu bili preveliki za miran izbor kralja, odlučeno je da će regent predstavljati monarhiju. Izbor je pao na Miklósa Horthyja, posljednjeg zapovjednika Austro-ugarske ratne mornarice. Horthy s ovlastima imenovanja premijera, pravom veta na zakone, pravom sazivanja i raspuštanja parlamenta i vrhovnim zapovjedništvom nad oružanim snagama zauzimao je dotadašnji položaj kralja u Austro-Ugarskoj. Sándor Simonyi-Semadam bio je prvi premijer u Regenstvu.
Nakon pregovora u Parizu, Mađarska je potpisala 4. lipnja 1920. bila prisiljena potpisati Trianonski sporazum kojim je ostala bez dvije trećine zemalja koje su joj pripadale u Autro-Ugarskoj. Gotovo trećina od ukupno 10 milijuna Mađara našla se u drugim zemljama. Osim Hrvatske i Slavonije koje su imale poseban status, Mađarska je ostala bez Prekmurja i Međimurja, te dijela Bačke i dijela Baranje koji su pripojeni Kraljevini SHS. Dio Banata priopao je također Kraljevini SHS, a drugi dio Rumunjskoj (Beograd je bio prisiljen ustupiti Rumunjskoj područje oko Temišvara i povući se iz Pecsa). Čitava Transilvanija pripala je Rumunjskoj, tzv. Gornja Ugarska, odnosno Slovačka s potkarpatskim područjem, ušla je u sastav Čehoslovačke, a jedan manji dio pripao je i Poljskoj. Veći dio Gradišća pripao je nakon plebiscita Austriji. Nove međunarodne granice odvojile su mađarska industrijska postrojenja od osnovnih materijala, a mađarska industrija i poljoprivreda ostala se bez većeg dijela svoga tradicionalnog tržišta. Znatno su smanjeni izvori drvnog materijala, obradive površine smanjene su za 43%, a drastično su smanjeni i izvori željezne rude. S druge strane, u Mađarskoj je ostalo oko 51% stanovništva zaposlenog u industriji i oko 56% industrije, od čega čak 82% teške industrije, kao i 70% banaka. 

### Jačanje desnice
Horthy je u srpnju 1920. premijerom imenovao grofa Pála Telekija, čija je desničarska vlada ograničila primanje „politički nesigurnih elemenata“ na sveučilišta, što se najčešće odnosilo na Židove. Kako bi utišala seljačko nezadovoljstvo, vlada je razdijelila 3.850 četvornih kilometara obradivog zemljišta manjim gazdinstvima. Telekijeva vlada morala je podnijeti ostavku nakon sukoba s Karlom IV. koji je polagao pravo na mađarsko prijestolje. To je dovelo do podjele na mađarskoj političkoj sceni koju je dobro znao iskoristiti grof István Betheln koji je osnovao novu Stranku jedinstva, a Horthy ga je imenovao premijerom. Nakon što ni u drugom pokušaju nije uspio doći na mađarsko prijestolje, u listopadu 1921. umro je Karlo IV. Kroz sljedećih deset godina Bethlen je dominirao mađarskom politikom, reformiravši izborni zakon, zapošljavajući svoje pristalice u državnom aparatu i manipulirajući izborima u ruralnim područjima. Obnovio je red u zemlji dajući dobra mjesta radikalnim kontrarevolucionarima u zamjenu za prestanak nasilja protiv Židova i ljevičara. Već 1921. sklopio je sporazum sa socijal-demokratima i sindikatima, legalizirajući, između ostaloga, njihove aktivnosti i oslobodivši političke zatvorenike, u zamjenu za socijalni mir i prestanak širenja antimađarske propagande. Uveo je 1922. Mađarsku u Ligu naroda i počeo otklanjati njezinu međunarodnu izolaciju sklopivši 1927. sporazum o prijateljstvu s Italijom. Kroz cijelo razdoblje nastojanje oko revizije Trianonskog sporazuma bilo je vodeća linija mađarske politike koja je služila i za zataškavanje gospodarskih i unutarnjih političkih problema. 

### Približavanje fašizmu
1932., u vrijeme Velike depresije političko je raspoloženje otišlo još desnije, a Horthy je premijerom imenovao Gyulu Gömbösa. On je Mađarsku uveo u užu suradnju s Njemačkom, s kojom je potpisao sporazum kojim je mađarsko gospodarstvo izvučeno iz depresije. Međutim, postalo je i ovisno o Njemačkoj, kako u pogledu sirovina, tako i u pogledu tržišta. Adolf Hitler Mađarskoj je ponekad obećavao povrat izgubljenih teritorija, a ponekad prijetio vojnom intervencijomi ekonomskim pritiskom, kako bi je natjerao na podršku nacističkoj politici. 1935. osnovana je i mađarska fašistička stranka. Gömbösev nasljednik na premijerskom mjestu Kálmán Darányi nastojao je smanjiti njemački pritisak, donijevši zakon kojim je židovska prisutnost po profesijama ograničena na 20%, no to nije zadovoljilo ni Nijemce ni mađarske radikale. Nakon Darányijeve ostavke u svibnju 1938., premijer postaje Béla Imrédy koji je ispočetka nastojao poboljšati odnose s Velikom Britanijom, no nakon Anschlussa Austrije, u ožujku iste godine, ponovno je od jeseni prisiljen osloniti se na Treći Reich i Italiju. Kako bi si osigurao položaj na desnici, Imrédy je potiskivao sve suparnike, pa je i fašistička stranka zabranjena, a preustrojio je vladu na totalitarističkim osnovama i donio još oštriji Drugi židovski zakon. Taj je zakon potvrdila i sljedeća vlada na čelu s Pálom Telekijem. 1938. novi grb države postao je grb Zemalja Krune sv. Stjepana iz 1915., koji je uključivao i grbove Hrvatske, Slavonije, Dalmacije, Rijeke, BiH i Transilvanije.

### Teritorijalno širenje
Krajem rujna 1938., Mađarska je poduprla Njemačku u pripajanju Sudeta od Čehoslovačke tako što je mobilizirala između 200.000 i 350.000 slabo opremljenih i uvježbanih vojnika te ih poslala na granicu prema Slovačkoj. Tako je pokazala spremnost za uključenje u mogući rat Čehoslovačke i Njemačke ako vlada u Pragu odbije prepustiti Sudete Njemačkoj. Ovaj manevar mađarske vojske bio je samo trik, jer je topništvo imalo streljiva samo za 36 sati, a čehoslovačka vojska je bila bolje opremljena, uvježbana i ukopana – sagradili su oko 2000 bunkera uz granicu. Ipak, sporazumom iz Münchena Hitleru je udovoljeno te je sukob izbjegnut. No, Mađarska je imala trajne pretenzije na južnu Slovačku s mađarskom većinom i Zakarpaće – tada dijelovima Čehoslovačke. Mađarski ministar unutarnjih poslova, Miklós Kozma, bio je rođen u Karpatskoj Ukrajini te je polovicom 1938. njegovo ministarstvo naoružalo tzv. Rongyos Gardu ('Kuštravu Gardu'), koja se počela gerilski prebacivati u južnu Slovačku i Zakarpaće (većinski rusinski kraj). Kako su i Sile osovine željele izbjeći preuranjeni rat, uz posredovanje Trećeg Reicha i Italije sazvana je konferencija u Beču. Prvom bečkom arbitražom 2. studenog 1938. Čehoslovačka je bila prisiljena prepustiti 11.833 km² Slovačke i južnog Zakarpaća Mađarskoj. Tako je oko 590.000 Mađara, ali i 290.000 Slovaka i 37.000 Ukrajinaca ušlo u sastav Kraljevine Mađarske. Slovačka je izgubila i drugi najveći grad, Košice. Prva bečka arbitraža nije zadovoljila nijednu stranu, te su se između 2. studenog 1938. i 12. siječnja 1939. dogodila 22 pogranična okršaja, u kojima je bilo mrtvih i ranjenih.
Dana 15. ožujka 1939. Slovačka proglašava nezavisnost, a nakon nekoliko sati i Zakarpaće kao Karpatska Ukrajina. Gotovo istovremeno mađarska vojska prelazi granicu i okupira čitavo Zakarpaće. Sav otpor je slomljen do 18. ožujka. Unatoč završenim pregovorima s vlastima novonastale Slovačke Republike oko granice, mađarska vojska bez najave i objave rata napala je 23. ožujka s istoka Slovačku s naredbom "prodrijeti što zapadnije". Tzv. "Mali rat" trajao je do 4. travnja, uz djelovanje zrakoplovstva i tenkova na objema snagama. U konačnici, Slovačka je bila prisiljena prepustiti pojas zemlje na istoku Mađarima.

### Drugi svjetski rat
Uoči i za vrijeme Drugog svjetskog rata mađarski je teritorij ponovno povećan, osobito Bečkim arbitražama. 1940. Drugom bečkom arbitražom i sjeverna Transilvanija prepuštena je Mađarskoj. Hitler je pomogao Mađarima dobiti veliki dio Rumunjske uz izbjegavanje rata s Rumunjima. No, tražio je da Mađarska slijedi njemačku vojni i rasni plan kako bi se spriječili sukobi u budućnosti. 20. studenoga 1940. Mađarska pristupa Trojnom paktu, a u prosincu potpisuje i Sporazum o vječnom prijateljstvu s Kraljevinom Jugoslavijom. U travnju 1941., nakon puča u Jugoslaviji, Hitler traži od Mađarske potporu u napadu na tu zemlju. Teleki tada izvršava samoubojstvo, a premijer postaje desničarski radikal László Bárdossy koji vodi zemlju u rat, te zauzima Bačku, Prekmurje i Međimurje. Iako je Hitler nudio Mađarima da pripoje čitavu Hrvatsku sjeverno od talijanske sfere utjecaja i daju joj formalnu autonomiju, Mađarska je iskazala interes samo za luku Rijeka. NDH nije nikad priznala Mađarsku vlast u Međimurju i Baranji. 1. srpnja 1941. Mađarska ulazi i u rat protiv Sovjetskog Saveza, bojeći se da se Njemačka ne okrene Rumunjskoj. 
Horthy prisiljava Bárdossyja na odstup, a premijer postaje Miklós Kállay koji i dalje daje podršku Njemačkoj, ali i započinje pregovore sa zapadnim Saveznicima. U Bitci kod Staljingrada mađarska vojska doživljava težak poraz – uništena je čitava mađarska Druga armija. Nakon toga, svjestan mađarskoga približavanja Saveznicima, Hitler 19. ožujka 1944. odlučuje okupirati zemlju Operacijom Margharet. Nijemci su zauzeli ključne lokacije kako bi osigurali mađarsku suradnji. Horthy je stavljen u kućni pritvor te je premijera Miklósa Kállayja zamijenio povodljivijim nasljednikom. Döme Sztójay, oduševljeni pronacist, postavljen je za premijera. Sztójay je vladao uz pomoć njemačkog vojnog zapovjednika, Veesenmayera. u rujnu 1944. sovjetske snage prelaze mađarsku granicu. U listopadu iste godine, Nijemci slamaju Horthyjev i Lakatosev državni udar i pokušaj prelaska na stranu Saveznika. Nijemci pokreću Operaciju Panzerfaust, mijenjaju Horthyja vođom Strelastih križeva Ferencom Szalasijem. Uspostavljena je nova pronacistička "Vlada narodnog jedinstva". Iz Mađarske je tada deportirano 437.402 Židova. Szálasi nije zamijenio Horthyja kao regenta, već se proglasio "nacionalnim vođom" (Nemzetvezető) i premijerom. 21. prosinca 1944 "privremena skupština" sastala se u Debrecenu uz odobrenje Sovjeta. Skupština je izabrala privremenu protuvladu na čelu koje je bio Bela Miklos, bivši zapovjednik mađarske Prve armije. 20. siječnja 1945. nova privremena vlada sklapa ponovno primirje sa Sovjetskim Savezom, a sovjetske operacije u Mađarskoj službeno završavaju 4. travnja iste godine.

## Vlada
Horthyjeva vladavina kao Regenta imala je značajke diktature. Nasljednik u slučaju njegove spriječenosti ili smrti nije određen. Za pretpostaviti je da bi parlament izabrao novog regenta ili pokušao vratiti Habsburge pod Princom Ottom. U siječnju 1942., parlament je imenovao Horthyjeva najstarijeg sina Istvana zamjenikom regenta i nasljednikom. To je vjerojatno bio i korak prema uspostavi mađarske dinastije. No, Istvan je poginuo u zrakoplovnoj nesreći u kolovozu te godine, a novi zamjenik nikad nije imenovan. 
U prvih deset godina svog regenstva, Horthy je vodio povećanu represiju nad manjinama, ograničio broj Židova na sveučilištima i ozakonio smrtnu kaznu. Premijer István Bethlen degradirao je demokraciju, jer je manipulirao izborima u ruralnim područjima. Njegova Stranka jedinstva osvojila je nekoliko izbora zaredom. Nakon gospodarske krize, Bethlen je bio prisiljen dati ostavku.
Očajna situacija nagnala ej Horthyja da prihvati desničara Gyulu Gömbösa kao premijera. Obećao je zadržati postojeći politički sustav i napustiti svoj žestoki antisemitizam te primiti Židove u vladu.

## Gospodarstvo
Nakon 1920. zemlja se suočavala s teškim ekonomskim problemima, proračunskim deficitom i visokom inflacijom kao rezultat gubitka važnih područja u Trianonu. Mađarska je izgubila poljoprivredna područja i tržišta, što ju je učinilo ovisnom o izvozu poljoprivrednih proizvoda. Premijer István Bethlen i njegova vlada borila se protiv krize velikim inozemnim zajmovima, koji su omogućili Mađarskoj monetarnu stabilnost početkom 1920-ih. 1925. uvedena je nova valuta, pengő. Industrija i poljoprivreda su se brzo podigle te se zemlja okoristila vanjskom trgovinom tijekom čitavih dvadesetih godina.
Početkom gospodarske krize 1929., blagostanje zemlje je naglo krahiralo, pogotovo uzrokovano propašću bečke Österreichische Creditanstalt. Nakon vezivanja i gospodarske ovisnosti o Njemačkoj, gospodarstvo se postupno oporavljalo.

## Vanjska politika
Kako su se na mjestu premijera smjenjivali ultranacionalisti i desničari, Mađarska je polako izražavala želju za reviizijom Trianonskog sporazuma te se vezivala uz zemlje koje su to mogle promijeniti, nacističkom Njemačkom i fašističkom Italijom. Benito Mussolini je želio uže veze s Mađarskom, počevši od potpisivanja sporazuma o prijateljstvu 5. travnja 1927. Gyula Gömbös otvoreno se divio fašističkim vođama. Gömbös je pokušao uspostaviti trilateralu između Mađarske, Italije i Njemačke te je djelovao kao posrednik između Italije i Njemačke za njihovog sukoba 1934. oko Austrije. Gömbös je u konačnici nagovorio Mussolinija na prihvaćanje tzv. Anschlussa.